# 中国济难会
中国济难会（后改名为：中国革命互济会）是于1925年9月成立的、是中国共产党创建的救济革命者及其家属的群众性组织。1929年12月，改名为中国革命互济会，成为中国共产党的外围群众组织。于1934年被中华民国国民政府取缔。

## 建立背景

### 国际背景
1922年11月，一些老布尔什维克党人和一些俄国沙皇时代的政治犯，发起成立了国际革命战士救济会(又称“国际赤色救济会”或“国际赤色济难会”)。共产国际第四次代表大会肯定了该组织并指出要使之进一步发展。
1924年6月，共产国际第五次代表大会对“国际革命战士救济会”进行了进一步讨论，指出：
1. 国际革命战士救济会是一种党外的组织。
2. 要从法律上、精神上和物质上支援被监禁的革命战士及其家属子女和烈士家属。
3. 应把广大的工人、农民和小职员群众，把一切遭受资本剥削和民族压迫的人团结在周围。
4. 不问被救助对象属于何种党派。
5. 把国际革命战士救济会作为统一战线策略的最重要工具之一。
6. 是无产阶级战斗大军的一个后方组织

共产国际第五次代表大会认为：
1. 必须使国际革命战士救济会得到进一步发展和巩固
2. 要求各国共产党应尽一切力量协助国际革命战士救济会，帮助它在本国设立分会和支会，并组织本党成员积极参加。
3. 党的报刊对国际革命战士救济会必须给以应有的重视，宣传鼓动救济革命战士。
4. 将3月18日(巴黎公社纪念日)定为国际革命战士救济会日。
5. 各国共产党在进行党的一切运动时必须考虑到国际革命战士救济会这个组织。

到1928年，国际革命战士救济会在77个国家和地区拥有1300万会员（不包含苏联），以19种文字定期不定期地出版散发56种报刊杂志和救援公告。

### 国内背景：
1921年中国共产党成立后，把组织工人运动作为中心任务，从1922年1月开始，到1923年2月，中国共产党组织、策划、领导的工人运动形成第一次高潮，前后持续时间达13个月之久。在此期间，爆发的罢工斗争达100多次，参加罢工的工人达30万以上。随着工人运动的爆发，在激烈的斗争中，革命战士牺牲、受伤和被捕的日益增多，救济任务繁重。需要一个有组织的防护一切解放运动的前锋,只有这样才可以使民族解放运动在反动势力的高压之下继续下去,达到最后的胜利。加之响应共产国际对建立国际革命战士救济会分支机构的号召，中共着手考虑建立专门的革命救济组织。

## 组织建立

### 上海总会：
1925年9月由中国共产党联络社会知名人士在上海发起组织，后得到了社会人士的同情与支持，加入发起人58人。9月20日下午，在西城小学召开第一次筹备会，到会30多人，公推韩觉民为主席，李硕勋记录。恽代英、杨贤江、郭沫若、韩觉民、沈育平、李硕勋、吴开先、阮仲一、刘一清、顾谷宜、周全平、陈望道、林钧当选筹备委员，候绍裘、钟复光、董亦湘、丁晓先、姜长麟为后补筹备委员。
9月30日下午，召开筹备委员会议，到会委员9人，公推阮仲一为主席，确定了委员职务分工，讨论发展会员、修改简章、设立临时办事处等事宜。
10月2日，发表《中国济难会发起宣言》号召“全国教员中、学生中，律师中，医生中、新闻记者中、工人中、农民中、慈善家中，文学家中、商人中、各政党中、凡同情于本会事业者，都来加入”
10月4日筹备委员会发表致工商学各界及华侨书，并致函各社会团体调查各地解放运动被难者。双十节和10月18日上海各界反对“沪案重查”期间，筹备会派十余人各处演讲，宣传济难会宗旨，争取了一些团体和个人会员。
10月25日下午在会所(上海闸北天通庵路三丰里31号)召开代表大会，学校、工会、职业团体代表及个人沈资田、周全平、韩觉民等80余人出席，韩国代表赵东社亦到场。大会由筹备委员会总务韩觉民主持，筹备委员会文书阮仲一报告会务工作，讨论了发展会员、募捐、国际联络等问题。决定改筹备委员会为全国总会临时委员会，指挥全国事务。济难会全国临时总会成立后，上海和其他一些省、市总会、基层分会相继建立，到年底，广州、长沙、天津、北京等地都开展了筹备工作。
1926年1月1日，中国济难会将章程公布在发行的《济难》创刊号上。章程规定，中国济难会以“救济为解放运动而被难者”为唯一的宗旨。并规定“凡赞成本会宗旨，遵守本会章程，赞助本会事业，按章交纳本会会费之个人或团体，皆得为本会会员。本会总会会址暂设于上海。”章程亦规定具体的事业为:“(甲)救济一切为解放运动而死伤或入狱者及其家属，并与以法律上之辩护及教养其子女等。(乙)宣传救济事业之状况，并量力救济各国解放运动之被难者。(丙)印行因一切解放运动而被难者之照片、传记、书信、遗言、及其他记载。(丁)与各国类似团体联络。”
1926年1月17日下午，中国济难会筹备委员会与上海大学、复旦大学、文治大学、上海艺术大学、中华艺术大学、东华大学、东亚同文书院、上海大学附中、复旦中学等校的济难会分会，启贤中学的中国济难会儿童团，在上海北四少11路中央大会堂举行“募捐游艺大会”。180多团体的300多名代表到会。会上宣布济难会上海市总会成立，并选举产生了领导成员。
为了加强对济难会的领导，中共上海区委于1926年4月建立了济难会党团，由萧朴生任党团书记。6月，中共中央指定阮仲一为济难会特派员。7月25日，上海区委又指定阮仲一为上海区济难会特派员，主持上海区济难工作。7月27日，上海区委主席团会议决定在特派员下设立济难会委员会，委员由丁晓先(知识分子运动)、蒋宗文(学生运动)、姜长麟(“民校”运动)、帅曹林(工会运动)、王弼(救济)组成。与济难会原负责人萧朴生、韩觉民等一起，加强济难会工作的领导。上海区委还要求已经建立分会的南京、丹阳、杭州、温州、镇海、嘉兴等地的中共党组织指定负责人。

### 地方支会：

#### 中国济难会江西省总会：
济难会全国总会筹备之时，济难会江西省总会即宣告成立。1925年10月16日，济难会江西省总会筹备大会召开，到会80余人，代表江西青年学会、南昌学联会、江西改造社、实业学会、女青年社、非基督教大同盟等20余团体。大会推定曾南苑、赵醒农、龙超清、杨景修为临时干事。20日在黎明中学召开成立大会，到会230余人，代表团体27个。大会推定杜骏远为主席、龙超清和张朝燮为副主席、黄扩民为法律顾主任、舒味三和高先楹为干事、王立生为文书股主任、赵醒农为组织股主任、龙超清为会计股组主任、杜骏远为庶务股主任、朱大贞为交际股主任、杨景修为调查股主任、张朝燮为宣传股主任、郑远生为赈济股主任、曾国香为筹款股主任。

#### 中国济难会湖南省总会：
1925年10月，中共中央即派共产党员华鄂阳到长沙负责筹建湖南省济难会。湖南省济难会的筹备工作，得到了中共湖南区委和国民党湖南省党部的支持，中国共产党党员直接参加领导，国民党省党部和社会各界知名人士组成的省济难会筹备会成立。筹备处主要成员有:华鄂阳、张翼鹏、刘国富、何叔衡、龚饮冰、柳直荀、谢觉哉、熊亨瀚、沈稼芟。12月14日湖南省济难会筹备处在长沙召开会议，由总会代表华鄂阳报告组织旨趣，决定“筹备处分总务、宣传、组织三部”、“两星期内成立中国济难会湖南临时总会”、“总务主任起草湖南总会章程”等事宜。12月底，筹备处召开代表大会，中共湖南区委和国民党湖南省党部负责人李维汉、夏曦、何叔衡等到会讲话。通过了《中国济难会湖南临时总会章程》、《预算草案》及“宣传、组织工作计划”。正式成立中国济难会湖南临时总会。1926年初，中国济难会湖南省总会在长沙正式成立，华鄂阳任主席，龚饮冰任副主席，张翼鹏、刘国富、何叔衡、柳直荀、熊亨瀚、徐特立、田波扬等10余人为执行委员。

#### 中国济难会广东省总会：
广东作为国民革命政府的所在地，亦积极筹备并成立了省济难会。1925年12月15日由汪精卫、谭延闿、陈公博、伍朝枢、谭平山、邓泽如、林祖涵、邓中夏、陈树人、穆蜀山、徐中苏、何香凝、甘乃光等18人发起成立总会。1926年3月2日，中华全国总工会济难会分会在广州成立，推举刘少奇、蓝裕业、罗锡章为干事。3月5日，中国济难会广东省总会成立大会在广东大学操场举行。刘少奇代表中华全国总工会出席了大会，与林伯渠、蔡畅、郭寿华等被推为大会主席团成员。3月15日各区分部代表180多人又在教育会礼堂开会，选举汪精卫、何香凝、陈公博等21人为正式职员，之后又开会互选各股干事委员、干事会。此后广东济难会开展了较有成效的工作，国共合作破裂后，继续活动。

#### 济难会第44分会：
1926年3月24日，香港学生召开会议，到会学生60多人，成立了济难会第44分会，并进行了组织工作分配，组织股为关泽航、文书股为陆华、庶务股为钟鸣谦、会计股为陈国安、宣传股为黄剑英。

#### 中国济难会北京分会：
1925年11月，北方区党、团组织联合国民党左派，积极筹备组织中国济难会北京分会，年底，北京分会成立。

#### 安徽临时省总会
1926年4月20日，安徽临时省总会在安庆成立，到月底有会员80人。

#### 湖北省济难分会：
1926年12月8日，湖北省济难分会成立。
国共第一次合作破裂后，在部分地区，济难会继续建立。1927年8月，王绍虞受济难会总会派遣，在芜湖设立安徽省总会。1928年8月，福建临时省委召开紧急会议，通过一项济难工作决议案，确定组织济难会委员会，之后厦门、福州、莆田等地相继组织济难会。1928年12月济难会昆明市总会成立。到1929年8月，昆明市会员200余人，都是学生，阿迷县会员20余人，都是小学教员。

### 中国济难会全国总会
随着国民革命形势的发展，1926年10月下旬，全国总会临时委员会计划召开全国代表大会，正式成立全国总会。11月中旬，全国总会干事会通告各省、各特别市总会和各省特派员，于11月25日至29日在武昌召开全国各级分会审查委员会和干事委员会代表联系会议，“藉以整顿刷新各地之会务，并作第一次全国代表大会之预备”。之后，由于政治形势的发展，全国代表大会未能召开。但是，全国总会临时委员会和上海市总会继续发展。截止至1927年发生的四一二政变前，上海济难会会员达到30多万人，工人分会方面，个人分会120多个，个人会员7000多人，团体会员6万多人；学生分会52个，会员5000多人；妇女分会10个，会员500多人；十几个学校有儿童组织，共1000多人，劳动童子团1400多人。
四一二政变前后，济难会全国总会被迫转移武汉。济难会全国总会为正式接受湖北省济难会代行全国济难会职权，及讨论之后全国济难会工作计划，于1927年6月29日下午2时，在汉口总商会召开济难总会及各省干事联席会议。到会有韩觉民、杨贤江、阮仲一、郑慧吾、蒋崇文等30余人。总会代表祝目音、江西代表舒味之、湖南代表龙领冰、广东代表姜长林、湖北代表蒋崇文分别作了报告。会议讨论了之后的全国会务计划，推举阮仲一、姜长林、丁晓先、杨贤江、韩觉民、林钩、钟复光、恽代英、李硕勋、潘汉年、郭沫若、蒋崇文、张眉仙、江子麟、何翼人、郑慧吾、祝目音、龙领冰、华鄂阳、舒味之、王忱心、胡辣生、陈启修、刘清扬、夏秀峰、杨匏安、何葆珍、周星棠、何叔衡等30人为全国总会干事会委员，推举汪精卫、于右任、谭延阎、陈友仁、冯玉祥、唐生智、孙哲生、顾孟余、苏兆征、林祖涵、王法勤、陈公博、陈其瑷、吴玉章、何香凝、宋庆龄、陈璧君、邓演达、谭平山、邓中夏，共20人为审查委员。
汪精卫发动七一五事变后，济难会总会迁回上海。

## 取缔与名称演变
1927年，蒋介石发动的四一二政变和汪精卫实施七一五分共后，国共第一次合作破裂，很多中共党员及其影响的群众被逮捕甚至杀害。济难会与中共党组织一样，在各地不断遭到破坏，依然坚持活动。鉴于济难会的名称已经赤化，为了方便中国济难会的发展，1928年11月，上海市各区开始以人道互济会的名义开展活动。
1929年根据中国共产党中央委员会的通知，济难会组织独立。
1929年7月7日上海人道互济会公开召开成立大会，遭到国民党和租界当局破坏，许多与会领导人和骨干被捕，会员亦多失去联系，但并未停止活动。
1929年10月，为了推动革命济难活动的发展，中共中央发出通告，提出召开“济难会全国代表大会”，并说明这次会议的意义和主要任务，要求各级组织为会议召开作好准备。同年11月，济难会全国总会决定于18日到24日组织一次“上海各界民众济难运动周”。运动周的主要任务之一是“拥护全国济难会议”与“加紧上海各人道互济分会或其他各种名称不同而性质类似济难会的组织发展，并实现联合形式的上层的上海济难会或人道互济会的组织之建立”。
1929年11月24日至27日，在中共中央的直接领导下，济难会全国代表大会在上海秘密举行。有苏、浙、皖、湘、鄂、粤、闽、直、鲁、满洲和蒙古等14省代表参加了会议。戴晓云代表全国济难会总会作了报告，秘书长沈少华主持了会议。中共中央、共青团中央、全国总工会、赤色救济国际的代表出席会议并发表了演讲。在11月24日，周恩来作为中共中央代表出席了该会议。各省代表报告了工作和当地政治情况。会议听取和讨论了全国总会上届执委会关于济难会四年来的工作概况，及之后工作总方针。审查、通过了《中国革命互济会目前的任务与工作方针决议案》、《组织问题决议案》，以及关于“援助革命斗争及救济革命战士”、“宣传鼓动工作”、“反对欺骗的慈善事业与伪人道主义宣传”等决议案。讨论通过了14个文电和五项临时动议。制定了《中国革命互济会总章程》，选举产生了互济会全国总会执行委员会和监察委员会。戴晓云任济总党团书记兼主任。本次济难会全国代表大会决定把名称改为“中国革命互济会”。从此中共领导的革命济难组织以中国革命互济会的面目出现，济难会全国代表大会后其他分会相继改称互济会。
1929年12月20日，上海互济总会成立宣言发表，宣言指出：上海市互济总会是革命的救护队，是夺回己落于敌人之手的革命战士的后备军，是指导我们如何实行同难相济之旨的总机关；规定其任务为：一、反对帝国主义世界大战，反对帝国主义进攻苏联……反对国内军阀混战和国民党的白色恐怖；二、切实给予在白色恐怖中……被杀者、受伤者、逃亡者、坐监者及被杀、坐监者之家属子女以精神上、物质上、法律上、和政治上的一切可能帮助；三、扩大革命互济会组织到“上海各区域，各工厂，各商店，各学校，各团体，以及附近的各村镇”并推广到江苏全省以及全国。

## 历史沿革
中国济难会作为中共领导的外围救援救助团体，除了可以救援救助被难者之外，还可以起到联合统一战线便于中国共产党发展的作用。随着中共面对不同的历史时期、济难会在联合统一战线的方针亦有变动。

### 注重统一战线（1925年9月-1927年4月）：
第一次国共合作破裂前，中国济难会建立不久，在第一次国共合作与国民革命的大历史背景下，中国济难会的成员中不乏国民党要员与社会各界知名人士。

### 注重群众宣传（1927年5月-1929年6月）：
1927年的四一二事变后，济难会转移到武汉，后又随中共中央机关迁回上海。其间，被迫转入地下运动，出版《济难》、《人道》、《白华》、《牺牲》、《海光日报》、《中国通讯》(英、日文版)等等刊物。
面临国民党执政当局严酷的白色恐怖，在1928年6月14日，中共中央在通告中指示“济难组织除在物质上给被难者以救济外，还要注意揭露敌人的暴行，暴露敌人的残暴面目，宣传牺牲战士的英勇”。7月，中共第六次全国代表大会在决议中指出“济难会工作未能群众化，宣传化，仅成为单纯的救济机关”。要求“党应从各个方面帮助济难会在群众中发展” 等指示，着重加强中国济难会在群众间的发展与对执政当局罪行的宣传。
为贯彻中共第六次全国代表大会关于济难会的决议，1928年10月，中共中央发出第72号通告，对济难会工作进行了全面阐述。通告指出“济难会工作的主要目的是帮助革命斗争的发展”。并规定了济难会的四项任务：一、给被难的革命者以精神上、物质上的救济；二、组织广大革命群众和革命的同情者到革命互济的道路上；三、经过“济难”名义和实际工作，“打入广大工农群众，促进其觉悟和团结，并引其走到党的周围”；四、进行广泛的反白色恐怖宣传，“引起社会上对反动压迫的厌恶”。强调“济难会工作的方式虽然与党不同，然而它的政治任务和工作路线应当与党一致，它应当是党的辅车”。
第72号通告认为济难会的工作路线应当“从机关里面的秘密生活，转到广大工农群众的公开工作”。具体工作方针为：一、深入到工农群众中去，从群众内建立济难工作；二、深入到社会各层、特别是容易同情革命的小资产阶级，争取济难会的朋友或同志，以扩大济难会的物质基础和社会地位；三、以各种方式“发动广大的反白色恐怖宣传，以人道主义争取社会上一切同情革命者、怀疑反动阶级者的人们”；四、通过济难会工作，“在党领导的群众中促进他们斗争的决心和团结力，在无组织的群众中引导他到党的周围”。

### 走向直接对抗（1929年6月-1930年9月）：
1929年6月，中国共产党第六届中央委员会第二次全体会议对济难会工作提出了尖锐的批评。会议认为“济难会工作做的不好......广大的中国被压迫群众，几与济难会毫无关系。”指出“大多数被压迫群众，还无从得知帝国主义在中国及中国军阀残暴的罪状，如数十万被帝国主义中国军阀国民党屠杀的工农群众，数万关锁苦在监狱中的工农贫苦学生都还没有得到广大群众伟大的反抗与援救。”要求济难会立即开展本身的工作。
1929年底，互济会全国代表大会召开之时，正是以李立三为代表的左倾激进主义政策抬头之时。中国革命互济亦受中共领导影响，认为目前的政治形势是：“世界革命己进入第三时期”、中国革命“己日益走向发展的前途”、中国反帝运动已经复兴、工农兵的斗争大有前途”。基于这种判断，大会确定了互济会的六条宗旨与纲领，并对其作出了具体解释：一、反对白色恐怖，必然要铲除一切制造白色恐怖的组织者；二、援助被压迫群众斗争，必然要号召群众斗争；三、救济革命斗争中的战士，必须要走上斗争的救济方式；四、号召贫民救济运动，是号召一切饥民向制造灾荒制造失业的统治者采取斗争的方式取得救济；五、反对欺骗的慈善事业与伪人道宣传，是揭破这些事件的阴谋欺骗，并指出这些事件在现在已经成为剥削的事件了，因此更须号召群众将这些欺诈机关的财产交群众自己处理；六、号召援助红军运动，即要动员士兵中的会员及宣传周围的士兵不打红军，杀死长官带武器到红军那边去。在全国要普遍募捐，号召群众反对国民党军队进攻红军及屠杀红军区域的群众。”互济会全国代表大会认为，过去济难会的工作“是和平的方式居多，缺乏斗争的工作方式，工作也没有到群众中去”。大会对之后的工作作了具有明确斗争性的规定。团结革命者和同情革命者，给白色恐怖的组织者以有力的打击，成为了革命互济会的中心策略。
1930年5月，蒋介石、冯玉祥、阎锡山等军阀间爆发了中原大战。
5月中旬，在互济会全国总会的直接领导下，在上海召开了江苏省互济会第一次代表会，南京、徐海、通州、苏州、常州、镇江、淮阴、上海各区26名代表到会。会议认为“目前的革命形势是巨速的向前发展”。该会议对互济会的六条纲领作了新的说明：一、用群众自己的力量从根本上消灭白色恐怖及其组织者；二、以参加并发动斗争来援助斗争；三、救济革命战士是组织群众斗争的力量；四、号召组织广大贫民用斗争向社会要救济等；五、用群众的力量消灭这些伪慈善的欺骗事业；六、援助红军和苏区，是要在苏区普遍建立互济会组织，以帮助红军与红色政权的发展与扩大。
主持中共中央的李立三认为实施武装暴动革命来夺取全国政权的时机已经成熟，并于6月11日召开的政治局会议通过了《新的革命高潮与一省或几省首先胜利》决议案。此决议案的通过表明了以李立三为代表的左倾冒险主义在中共党内占据统治地位。
江苏省互济会代表大会结束不久，又在7月份召开了一次全国扩大会议。该会议通过了《中国革命互济会第一次全国扩大会议决议案》、《全国反对白色恐怖运动周决议案》、《拥护红军宣言》、《反对帝国主义国民党进攻苏维埃区域宣言》等文件。决议案认为“世界革命形势日益接近高潮”，“只有加紧参加及号召工农群众斗争，促进全国革命高潮爆发和争取一省与几省的首先胜利以至全国胜利，才能根本消灭白色恐怖。”决议案把“打倒白色恐怖，消灭白色恐怖组织”确定为中国革命互济会的任务，把“参加并号召工农群众准备武装暴动来推翻国民党军阀统治，建立苏维埃政权以根本消灭白色恐怖组织者”确定为总工作方针。通过这样一场互济会全国扩大会议，把其工作重心完全引向了直接进行武装对抗的道路。
1930年被国民政府查封，互济会在国统区活动陷于停顿。

### 对立三路线的批判（1930年9月-1931年8月）：
1930年9月底，在中国共产党第六届中央委员会第三次全体会议（又称：六届三中全会）中，中共中央对立三路线进行了批评，间接纠正了中国互济会的冒险、激进方针。
1930年11月10日，中国互济会全国总会给广东省总的一封信中，提出要纠正把互济会看成是一个赤色工会，以互济会工作代替赤色工会，将互济会的经费绝大部分用于组织工作而不是用于武装援救工作、宣传工作等错误，指出“组织罢工，组织暴动，不是互济会本身的主要工作”。
1931年1月，中国共产党第六届中央委员会第四次全体会议（又称：中共六届四中全会）中，立三路线遭到严厉批判。
1931年3月5日，中共中央作出了《关于互济会工作决议》。决议指出“革命互济会是党的群众工作之一，他的任务是救济被难战士，组织工农革命的群众。党经过互济会去团结工厂、农村、兵营、学校中广泛的群众尤其是无组织的群众，领导他们到同情工农革命的战线，起来反抗统治阶级的白色恐怖，拥护中国广大工农群众为苏维埃政权的斗争。”决议认为“引导互济会的工作脱离了群众，离开了互济会革命后卫的立场，去组织武装暴动，实际上作资产阶级的自由运动，这是立三路线恶果之一。同时在戴晓云领导之下，扩大发挥了立三路线。”决议对互济会工作作出如下决定:
1. 必须彻底改变过去脱离群众脱离党的现象，各地党部要以支部为中心去发动广大的工农群众及被难家属来进行这一工作。互济会各地的工作人要将他们编入到支部中(如是同志)及参加到生产中、职业中、被难家属中，去深入到群众中，在党的领导之下建立互济会工作。
2. 互济会的工作要集中力量转变到救济工作方而来，只有加紧群众的对于被难战士的救济，才能将广大的群众组织到互济会来，因此互济会必须将他所有募捐来的经费以百分之八十以上用到救济方而来。目前刻不容缓的去救济各地尤其是各大城市中在狱的群众及其家属。用各种方法去营救被捕的战士，这种救济工作要建筑在广大的群众及被难家属上而。
3. 立即在群众中公开过去立三路线的错误，宣布戴晓云的罪恶，坚决的肃清互济会的官僚腐化的现象，取消官僚化的机关，到被难的家属中去吸引被难家属及在业的工农群众来参加互济会的工作，尽量减少专门领生活费的工作人员到最低限度，把他们分配到生产中工厂中农村中去进行互济会的工作，要彻底深入群众，在工作上大的转变。
4. 在白色区域中首先是上海、天津、香港、武汉、满洲等大的城市中，扩大群众的救济工作，进行募捐运动，扩大反白色恐怖的宣传。真正到监狱、工厂、作坊、农村、学校及被难家属中，利用各种公开或半公开的方式，自下而上的去组织群众，建立互济会真正下层的基础。取消那些没有群众的上层的架空的机关(如天津、上海等)，加紧去发展互济会的会员，取消团体会员的组织方式。
5. 在赤色区域中要广大的发展互济会的工作，要建立真正有群众的下层组织，吸引工人、苦力、红军、农民、农妇及被难家属来参加这一工作。组织慰劳队、救护队、募捐队等组织，去真正的援助红军，反对帝国主义国民党军阀的屠杀围剿。
6. 各级党部都要严格的改变过去放弃互济会工作的错误，必须认为他是党的群众工作之一，经常的讨论和领导互济会的工作，督促和建立这一工作。[41]

之后，对互济会全国总会进行了改组，由阿乔担任党团书记兼主任，对立三路线和戴晓云进行了批判，撤销了上海市总和各区总的架空机关。

### 斗争路线的重新确立（1931年8月-1934年10月）：
批判立三路线后不久，以王明为代表的左倾冒险主义又在中共中央占据统治地位。受此影响，互济会的路线也开始批判右倾的机会主义，转向重新强调斗争的左倾。
1931年8月28日，中共中央作出《关于全国互济会工作报告的决议》。决议肯定了互济会最近半年的救济工作和互济会在上海组织上的发展，但是，认为“路线的转变在阿乔领导下，不但没有真正的成绩，而且又开始从戴晓云的路线走向另一个错误的路线上去”，“犯了系统的右倾机会主义错误。”表现为:“认为互济会不能做群众运动，互济会工作是与群众运动相抵触的”，“完全忽视动员广大群众来反对白色恐怖的工作”;“认为‘互济会的组织不能以阶级作标准’，中心分会不是产业分会”，救济的方法局限于金钱收买，没有用广大群众力量来救济被难的战士。决议强调“目前要整顿互济会的工作，必须首先与这种错误路线做坚决斗争。”规定互济会“在日益发展的各种群众运动(如罢工斗争、灾民运动、士兵斗争等)，必须参加进去，尽量做宣传和组织工作，以便用群众的力量冲破反动统治阶级的高压屠杀政策”。“救济经费要尽量用在直接救济被难战士身上，特别要注意到实际援助目前正在发展的群众斗争，一切交际收买等费必须尽量减少”，“在组织上，必须提出面向工农劳苦群众的口号，肃清一切漠视一切阶级意识的观念”。决议要求“反对右倾机会主义”，认为中国互济会全国总会领导所犯错误，阿乔同志要负主要责任。
之后，阿乔被撤职，中国互济会全国总会和各级互济会组织，开展了以批判阿乔为主要内容的“肃清右倾机会主义”的斗争。9月上旬，上海市互济会总会党团召开会议，对阿乔领导的济总犯的“新右倾”错误进行批判。11月24日中国互济会全国总会发表《反对帝国主义国民党进攻红军苏维埃区域宣言》，指出“革命形势，已经由分散的个别斗争，进到总的争取全国苏维埃政权的斗争”，认为国民党军队进攻苏区，是“反动同志阶级的回光返照”，号召全国工农兵贫民及一切被压迫民众“罢工罢耕罢课罢业”。此宣言表明互济会在实际的工作中，已经重新转向强调直接斗争。
1932年1月，中共中央在《为加强对互济会的领导致各级党部信》中指出：互济会“是最广大的群众革命组织之一，是党夺取和教育大多数劳苦群众的组织之一。基本工作是反对白色恐怖，援助革命战士。”“是一所革命的学校”，经过互济会的训练后，“广大的工农劳苦群众将更容易接受党的政治主张与一切革命团体之号召与动员。”信中认为“自去年中央详细检查互济会工作，指出机会主义的错误与今后任务后，济总党团己切实改正了路线”。信中同时指出，互济会的下层组织还没有完全摆脱机会主义的束缚，表现在“不敢争取公开或半公开的方式去动员发动广大的群众进行反白斗争与援救革命斗争、革命战士的工作。”“认为互济会是一个纯粹的经济机关，互济会不能作政治斗争，互济会不能单独领导群众起来进行反白及援救革命战土的斗争……”等。
要求各级党部：一、立即检查互济会工作，应有一人专门负责互济会工作，并在互济会中成立党团，经过党团切实领导互济会的组织工作。二、领导互济会争取公开或半公开的方式，动员和组织最广大的群众反对白色恐怖、帝国主义与军阀战争。三、领导互济会公开或半公开成立各种惨案后援会，筹备广大的追悼革命战士群众会议，组织群众去救济革命战士及其家属，扩大反白的宣传与互济会组织。四、消灭各级互济会对总会的经济依赖，在互济总会经费万分困难的情形下，将救济革命战士工作由广大的劳苦群众捐助担负。五、在没有互济会组织或组织十分薄弱的地方，立即派有力干部去建立或加强互济会的工作。在实际工作中，帮助互济会培养干部。六、各级党部及其领导下的群众组织，尽可能帮助互济会找寻或注意在狱战士的关系，打破监牢与外间的隔膜。七、之后报告工作时，详细说明对互济会工作的领导与互济会工作的情形。
因1931年初互济会各级组织遭执政当局破坏，中共中央委派邓中夏于1932年底对进行重建。1933年5月，邓中夏被捕，国统区的互济会工作处境复趋困难。1933年4月，苏维埃区域互济会召开第二次代表大会，成立苏区互济总会，开展援助白区人民斗争，慰劳红军等项工作。1934年10月，因各地红军先后长征，中国互济会停止活动。